# Agnes Conrad

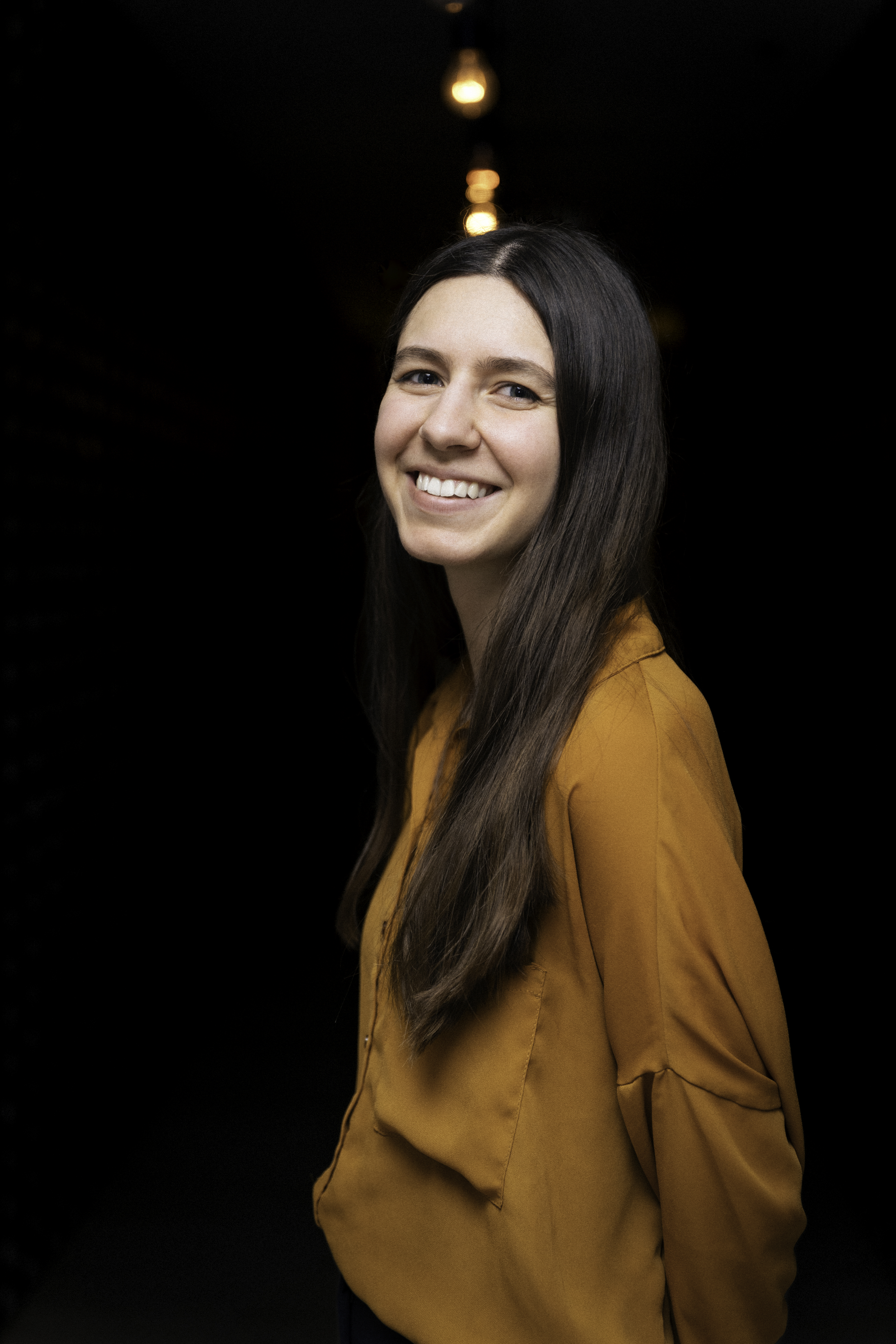
Agnes Conrad (2025)

Agnes Maria Conrad (* 29. Oktober 1997 in Berlin-Zehlendorf) ist eine deutsche Politikerin (Die Linke). Seit März 2025 ist sie Mitglied des Deutschen Bundestages. 

## Politische Tätigkeit
Bei der Bundestagswahl 2025 kandidierte Conrad im Bundestagswahlkreis 249 in Schweinfurt und zog über Platz 7 der bayerischen Landesliste in den Deutschen Bundestag ein. Im 21. Deutschen Bundestag ist sie ordentliches Mitglied im Ausschuss für Wirtschaft und Energie, sowie stellvertretendes Mitglied im Ausschuss für Recht und Verbraucherschutz. Außerdem ist sie Mitglied der Deutsch-Französischen Parlamentarischen Versammlung. Für ihre Fraktion ist sie Sprecherin für Nachhaltige Automobilpolitik und Sprecherin für starkes Handwerk.
Zuvor war Conrad als Referentin eines Konzernbetriebsrats beschäftigt.

## Mitgliedschaften
Conrad ist Mitglied folgender Vereine und anderer Institutionen:
- Schweinfurt-ist-bunt
- IG Metall
- Kulturverein Disharmonie
- BAG Arbeit e.V.
- BAG Betrieb & Gewerkschaft e.V
- LAG Queer
- Club der Ehemaligen der Deutschen SchülerAkademien e.V.